# 미월전
《미월전》(중국어 간체자: 芈月传, 정체자: 羋月傳, 병음: Mǐ yuè zhuàn 미웨좐[*], Legend of Mi Yue 레전드 오브 미웨[*])은 2015년 방송되었던 중국의 텔레비전 드라마이다.

## 소개
- 초나라 공주 미월이 진나라로 건너가 중국 역사상 최초의 태후가 되기까지의 여정을 그린 드라마

## 등장 인물
- 쑨리 : 미월 (羋月) 역
- 류타오 : 미주 (羋姝) 역
- 마수 : 위염(魏琰) 역
- 주이룽 : 진 소양왕 역
- 방중신 (方中信) : 영사(嬴駟) 역
- 황쉬안 : 황혈(黃歇) 역
- 가오윈샹 : 적려(翟驪) 역
- 장우검 : 당륵 (唐勒) 역
- 마오쥔제 : 맹영 (孟嬴) 역
- 정예청 : 송옥 역